# The Question Is What Is the Question?
The Question Is What Is the Question? è un singolo del gruppo musicale tedesco Scooter, pubblicato nel 2007 ed estratto dall'album Jumping All Over the World.

## Tracce
- CD

1. The Question Is What Is The Question? (Radio Edit) – 3:46
2. The Question Is What Is The Question? ('A Little Higher' Clubmix) – 6:02
3. The Question Is What Is The Question? (Extended) – 5:50
4. The Fish Is Jumping – 3:50